# Violett majbagge
Violett majbagge (Meloe violaceus) är en skalbaggsart som beskrevs av Thomas Marsham 1802. Violett majbagge ingår i släktet Meloe och familjen oljebaggar.

## Beskrivning
Arten är svart, oftast med blå, violett eller grön metallglans, även om denna kan variera. När de just kommit ur puppan, har bakkroppen hos de nyförvandlade skalbaggarna en tämligen normal storlek. Den tillväxer emellertid snabbt, inte minst hos honan, och blir mycket större än deras små täckvingar. Antennerna är krökta, obetydligt hos honan, mycket kraftigare hos hanen. Kroppslängden är normalt mellan 20 till 35 mm, även om den kan bli så liten som 11 mm. Larverna blir ungefär 2 mm långa.

## Ekologi
Habitaten utgörs av skogsbryn och -gläntor, skogsstigar, ogödslade ängar, hedar och kustnära klippor med gräsbevuxna partier. Som vuxen är skalbaggen dagaktiv, och är synlig under mars till juni. Födan för de vuxna djuren utgörs främst av mjuka gräsarter från flera släkten, svalört (i familjen ranunkelväxter), maskrosor (korgblommiga växter) och snärjmåra (måreväxter).
Arten är passivt giftig, dess blod innehåller giftet kantaridin, som kan vara dödligt vid förtäring.
Larvutvecklingen är något speciell: Honan lägger ett mycket stort antal ägg, mellan 2 000 och 10 000, i grunda, runda gropar i marken. Ur äggen kläcks efter ungefär en månad små, livliga larver, kallade triunguliner. Dessa klättrar upp i gräs eller blommor, och om en sådan larv träffar på en hona av något solitärt bi, följer den med henne till hennes bo. Där genomgår den flera, mindre rörliga larvstadier, äter upp ägget eller larven, och livnär sig sedan på en insamlade näringen (pollen).

## Utbredning
Arten finns i hela Europa med undantag för Island samt österut till Turkiet och östra Ryssland, samt söderut till Nordafrika.
I Sverige finns den i hela landet, detsamma gäller Finland. Den är inte rödlistad i vare sig Sverige eller Finland, utan klassificerad som livskraftig (LC) i båda länderna.

## Bildgalleri

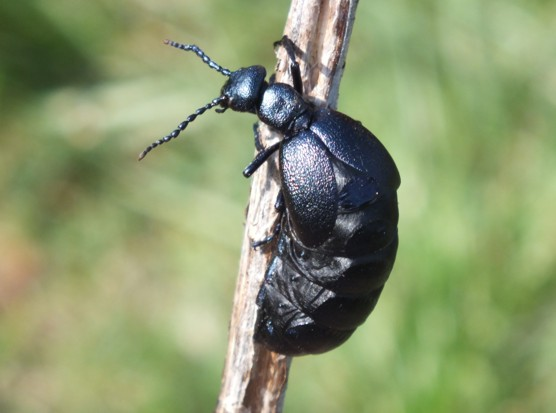
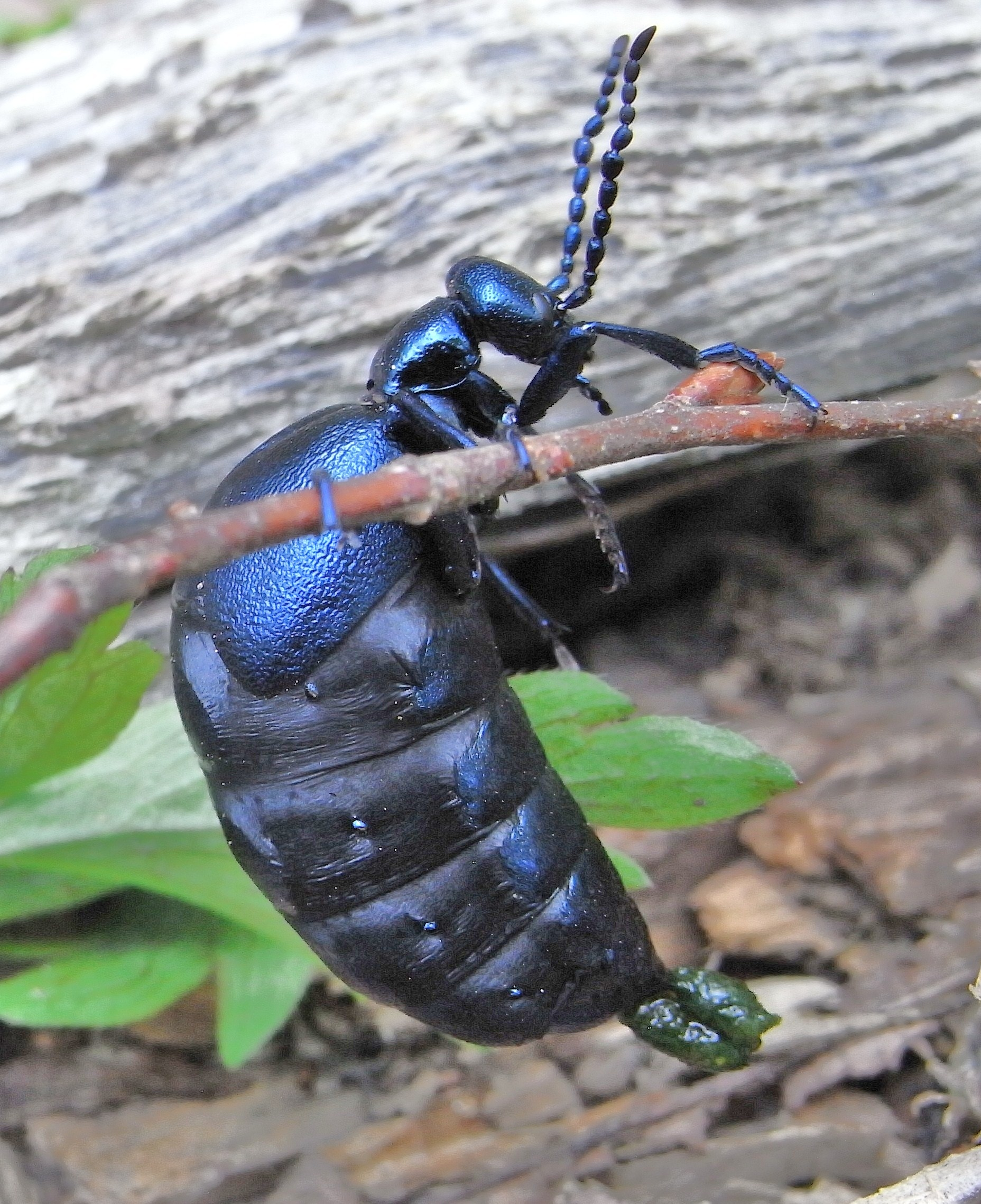
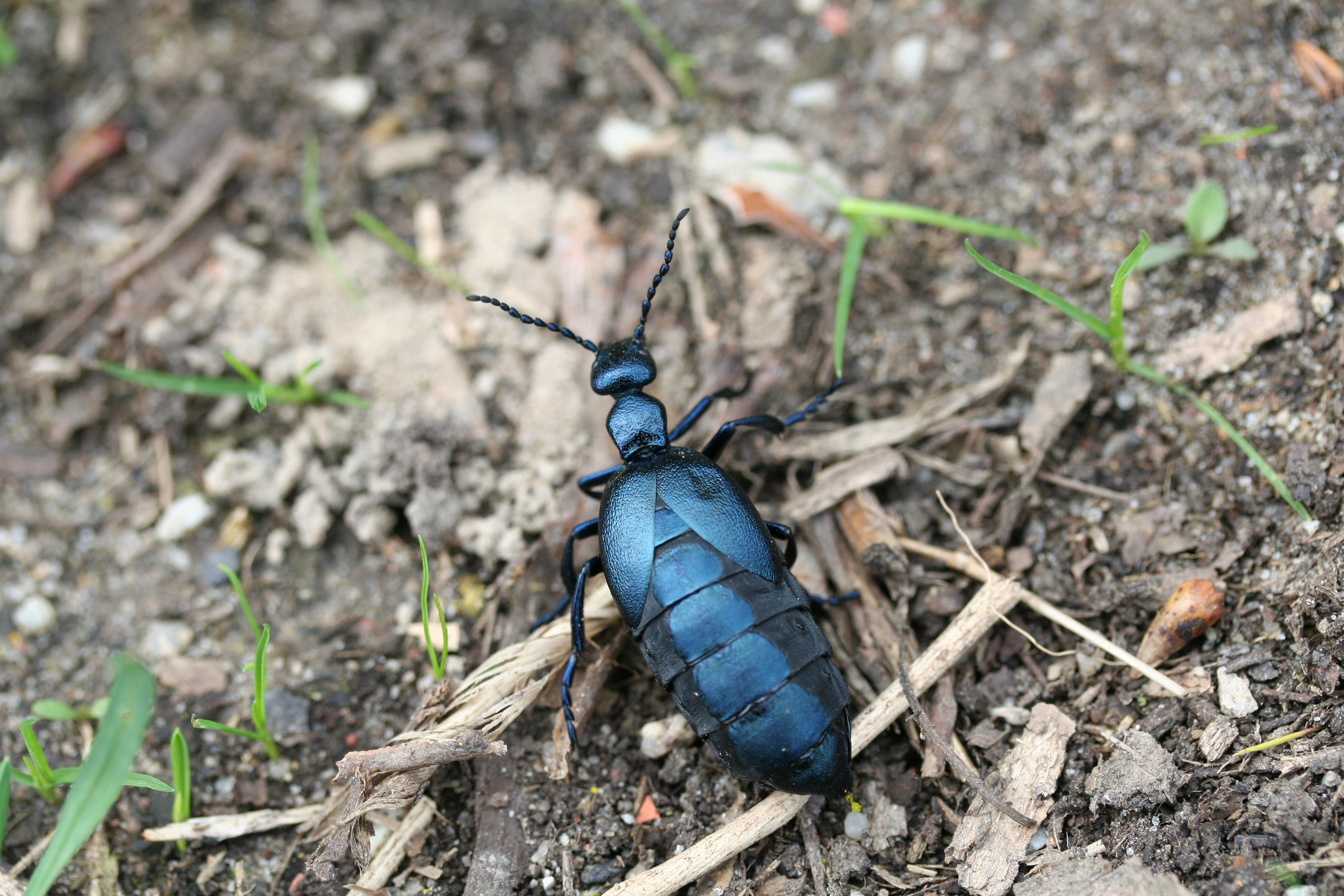
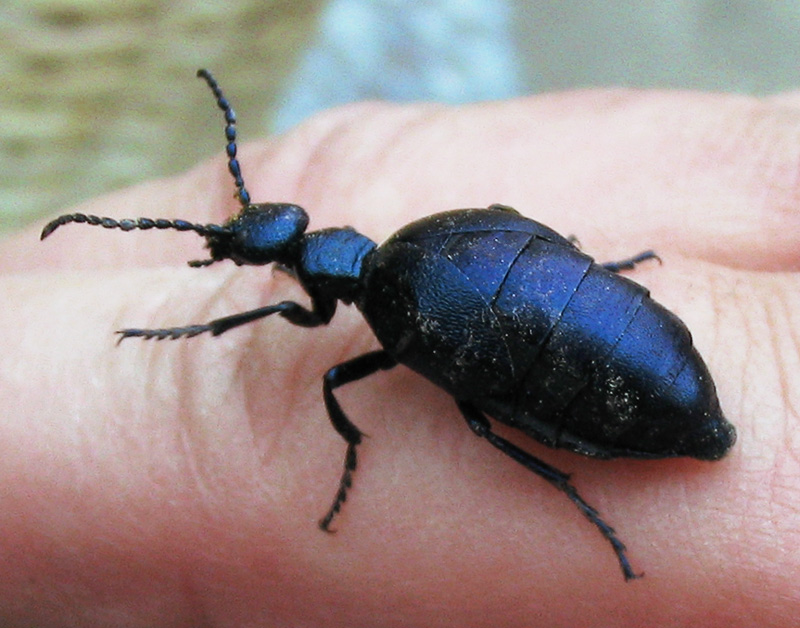
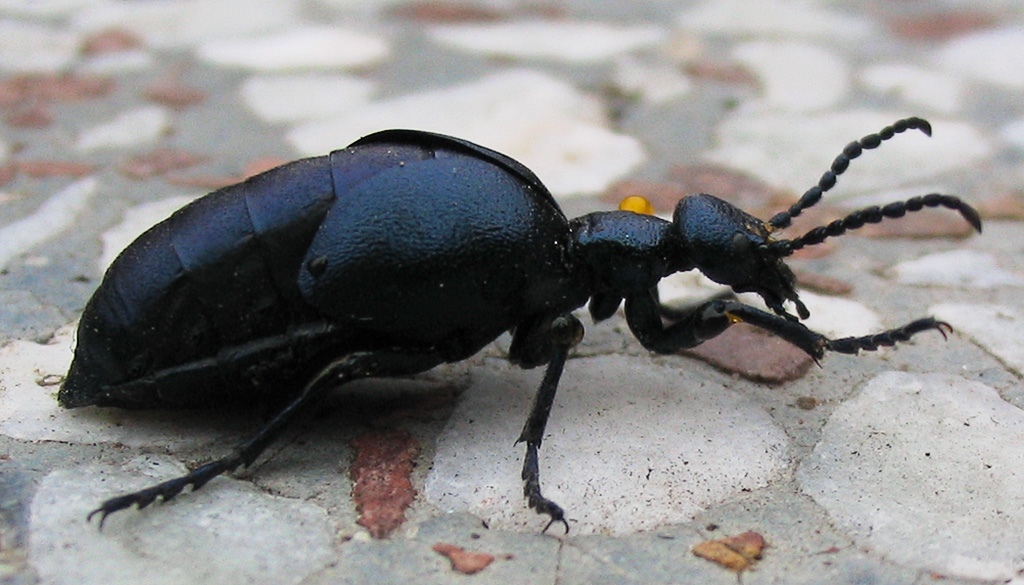
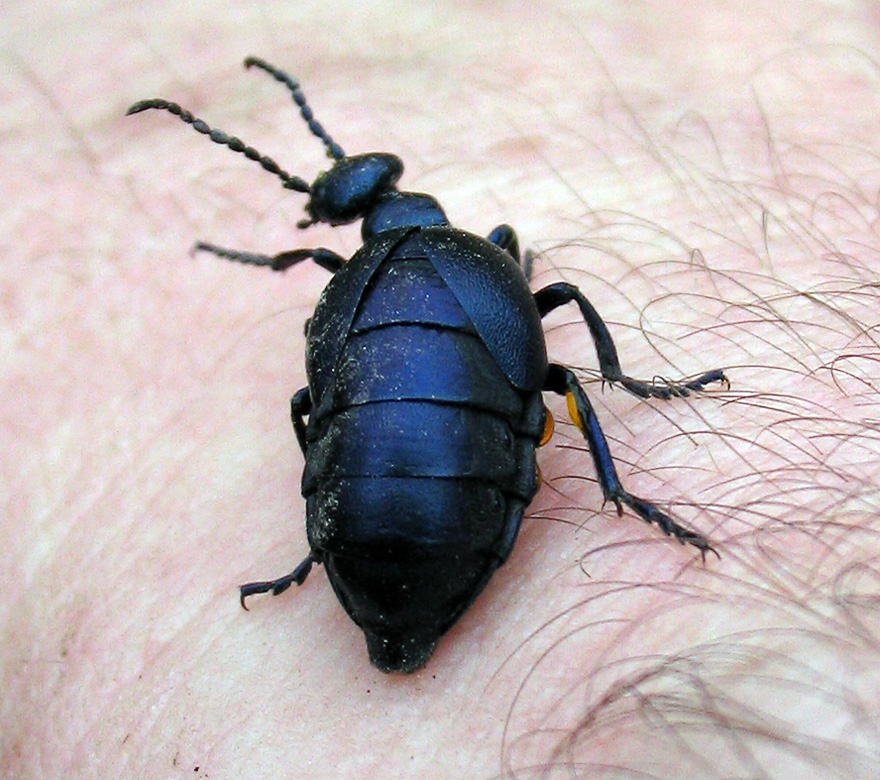